# 청일초등학교 신대분교
청일초등학교 신대분교는 대한민국 강원특별자치도 횡성군에 있었던 공립 초등학교이다.

## 학교 연혁
- 1957년 4월 1일: 봉덕국민학교 신대분교 발족
- 1968년 3월 1일: 신대국민학교 승격
- 1985년 3월 1일: 봉덕국민학교 신대분교 격하
- 1996년 3월 1일: 봉덕초등학교 신대분교장
- 2005년 3월 1일: 청일초등학교로 편입
- 2019년 2월 28일: 폐교[2]

## 참고 자료
- 청일초등학교신대분교장 - 한국교육학술정보원 학교알리미